# Ed Delahanty
Edward James Delahanty (Cleveland, 30 ottobre 1867 – Niagara Falls, 2 luglio 1903) è stato un giocatore di baseball statunitense di ruolo esterno nella Major League Baseball (MLB). È stato introdotto nella National Baseball Hall of Fame nel 1945.

## Carriera
Delahanty in carriera giocò con i Philadelphia Quakers/Phillies, con i Cleveland Infants della Players League e con i Washington Senators. Divenne noto come uno dei primi battitori potenti della storia del baseball: fu per due volte il miglior battitore della National League, per tre volte terminò con una media battuta di oltre .400 e la sua media in carriera di .346 è la quinta più alta della storia della MLB.
Il 13 luglio 1896, Delahanty divenne il secondo giocatore della storia a battere quattro fuoricampo nella stessa partita. Fu l'unico a farlo con quattro fuoricampo interni e il primo a perdere la partita (i Phillies furono sconfitti 9–8.) Nel 1899, Delahanty batté quattro doppi nella stessa partita. Rimane l'unico giocatore della storia ad avere battuto sia 4 home run che 4 doppi. Morì nel 1903 dopo essere precipitato dalle Cascate del Niagara. Rimane incerto se abbia compiuto il gesto intenzionalmente.

## Palmarès
- Miglior battitore della National League: 2

1899, 1902
- Leader della National League in fuoricampo: 2

1893, 1896
- Leader della National League in punti battuti a casa: 3

1893, 1896, 1899
- Leader della National League in basi rubate: 1

1898